# Kővágószőlős
Kővágószőlős (horvátul: Kovasiluš) község Baranya vármegyében, a Pécsi járásban.

## Fekvése
Kővágószőlős Pécstől nyugatra, a Mecsekalján, a Jakab-hegy lábánál helyezkedik el. A 6-os főút vonalától a cserkúti dombok választják el. A hegy és a dombsor értékes természetvédelmi terület. A Jakab-hegyet felépítő permi vörös homokkő a falu feletti hegyoldalban sajátos sziklaformációkat alkot: a Babás-szerköveket, és a Zsongor-követ. A mélyebben található zöld homokkő uránt tartalmaz.
A község klímája szubmediterrán, ennek köszönhetően különleges, védett növénytársulások alakultak ki a területén (kapcsos korpafű, fekete kökörcsin, sárga kövirózsa, tőzegmoha stb.)

### Megközelítése
A település közigazgatási területén áthalad – központjától néhány kilométerre délre – a 6-os főút, amely kényelmes elérést biztosít számára Budapest-Szekszárd-Pécs és Szigetvár-Barcs irányából is, de a lakott területét csak a 6605-ös út érinti, központjába pedig csak a 66 107-es számú mellékút vezet. Cserkúttal a 6605-ös útból kiágazó 66 136-os út köti össze.
A hazai vasútvonalak közól a község közigazgatási területének déli szélét a Budapest–Pécs-vasútvonal és a Murakeresztúr–Szentlőrinc-vasútvonal közös szakasza érinti, de megállási pontja itt a vasútnak nincsen; a legközelebbi vasúti csatlakozási lehetőség Mecsekalja-Cserkút vasútállomás, a település központjától légvonalban 3,5, közúton mintegy 6 kilométerre.

## Története

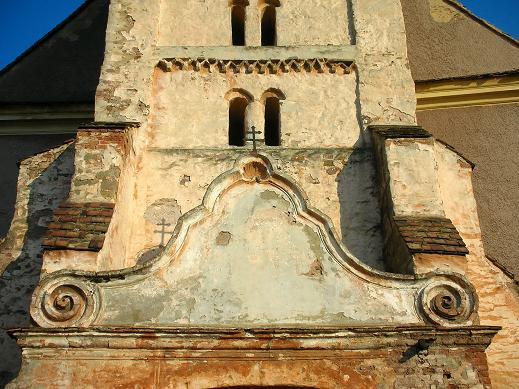
A Sarlós Boldogasszony római katolikus plébániatemplom homlokzatának középkori része

Kővágószőlős területéről már a kőkorból ismerünk régészeti leleteket. A bronzkorban és a vaskorban a falu fölé magasodó Jakab-hegyen a Kárpát-medence egyik legmonumentálisabb földvára emelkedett. A hegyi városhoz tartozó tanyák, falvak nyomai a mai község területén is felfedezhetőek.
A római korban a Jakab-hegyi vár szerepét Sopianae, a mai Pécs elődje vette át, Kővágószőlős területén pedig egy római villa és egy hozzá kapcsolódó település jött létre.
A 4. században a villa mellé ókeresztény temetőkápolna épült festett sírkamrával. Az 5. században a hunok elől elmenekülő római lakosság helyét osztrogótok vették át, akiknek temetője a római villa közelében került elő.
A 6. században longobárdok, majd avarok telepedtek a vidékre. Ez utóbbi nép több temetőjét is ismerjük Kővágószőlősről.
A magyarok a 10. században jelentek meg a mai falu helyén. A település a középkorban a pécsi székesegyház birtokába került. A Jakab-hegyen is egy falu jött létre. Ennek templomát azonban 1225-ben Bertalan püspök az általa összegyűjtött remetéknek adta, és mellé kolostort épített. Ez a rendház lett az egyetlen magyar alapítású szerzetesrend, a pálosok első háza. A hegy alatti falvak lakói nagyrészt egyházi nemesek voltak, amint azt egy 1290 körül keletkezett oklevélből megtudjuk. Ez az irat említi először a falu Sceuleus (Szőlős) nevét.

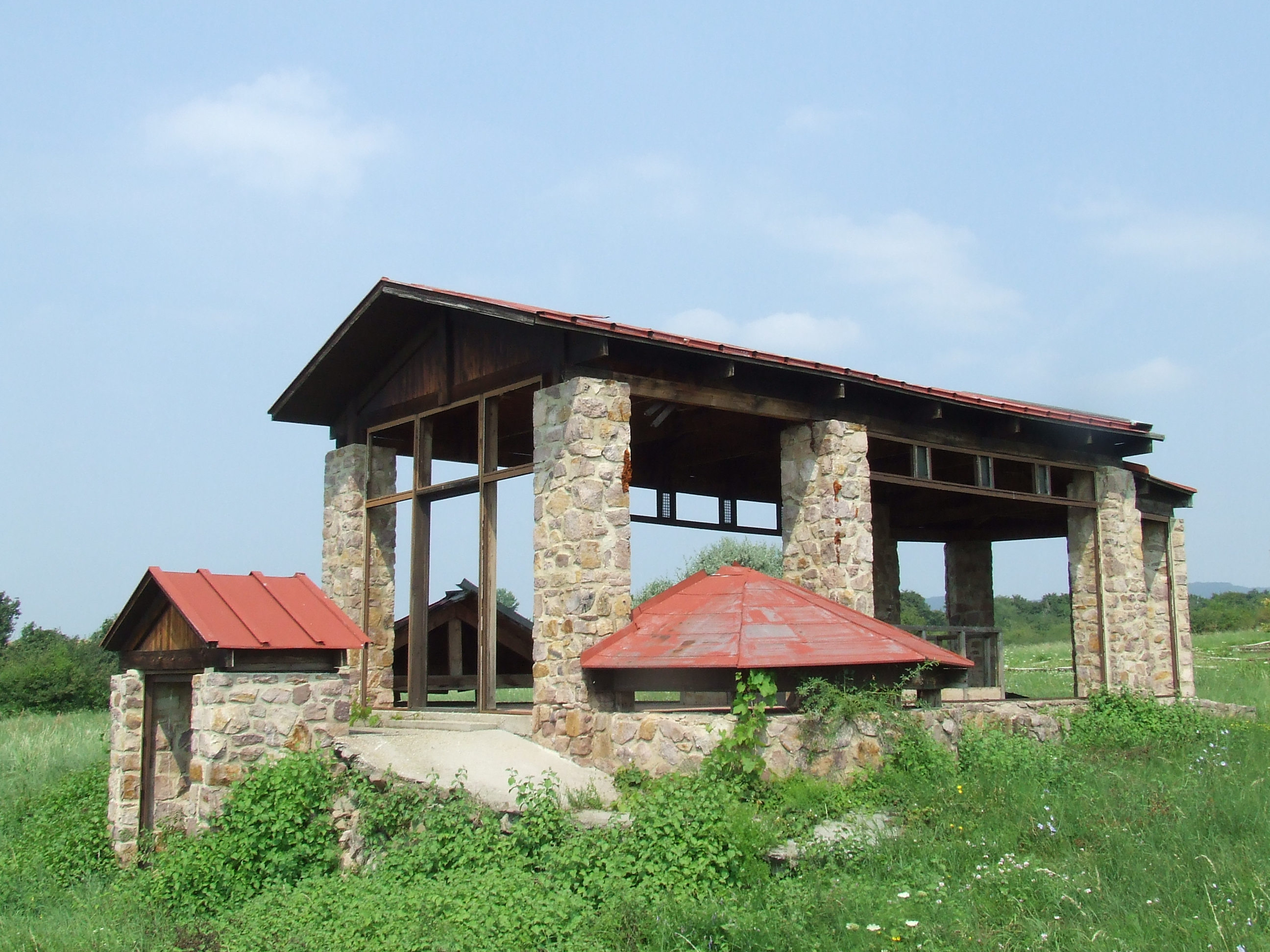
A Római villa és mauzóleum

A falu a középkorban a templom körül terült el. Védett elhelyezkedésének köszönhetően épségben átvészelte a török kor háborúit, középkori eredetű magyar katolikus lakossága megmaradt.
Lakóinak fontos megélhetési forrása volt a szőlőtermesztés, aminek a település 19. századi felvirágzását is köszönheti.
A falu felett emelkedő Jakab-hegy vörös homokkövét már a középkorban is fejtették, de ez igazán nagy jelentőséget az újkorban kapott. Ekkor, 1773-ban, kapcsolódott a település nevéhez a Kővágó előtag.
1949. november 14-én Kővágószőlős határában, a Jakab-hegyen zuhant le a Maszovlet légitársaság utasszállító repülőgépe, megölve a fedélzeten tartózkodó hét emberből hatot. Ez volt a második világháború után az első magyar polgári légikatasztrófa.
Az ötvenes évek végén megindult a környéken az uránércbányászat. Ezután épült fel a bányászok és családjaik elhelyezésére szánt új településrész. Az uránbányászat megszűnése után a kilencvenes évek végétől az egykori bányatelepek és meddőhányók rekultivációja folyik. Itt kapott helyet a Mecseki Bányászati Múzeum Uránérc Bányászati Kiállítása is.

## Közélete

### Polgármesterei
- 1990–1994: Maurer Péter (SZDSZ)[5]
- 1994–1998: Bátor József (Zsongorkő Baráti Kör)[6]
- 1998–2002: Bátor József (Zsongorkő Baráti Kör)[7]
- 2002–2006: Sándor Tibor (Zsongorkő Baráti Kör)[8]
- 2006–2010: Sándor Tibor Antal (Zsongorkő Baráti Kör-Polgárőr Egyesület-Sportegyesület)[9]
- 2010–2014: Sándor Tibor Antal (független)[10]
- 2014–2019: Sándor Tibor Antal (független)[11]
- 2019–2024: Sándor Tibor Antal (független)[12]
- 2024– : Nagy-József Katalin (független)[1]

## Népesség
A település népességének változása:
| Lakosok száma | 1255 | 1227 | 1232 | 1256 | 1245 | 1311 | 1327 | 1332 |
|               | 2013 | 2014 | 2015 | 2019 | 2021 | 2022 | 2023 | 2024 |

A 2011-es népszámlálás során a lakosok 84,3%-a magyarnak, 12,4% cigánynak, 0,2% horvátnak, 0,2% lengyelnek, 0,8% németnek mondta magát (15,4% nem nyilatkozott; a kettős identitások miatt a végösszeg nagyobb lehet 100%-nál). A vallási megoszlás a következő volt: római katolikus 49,7%, református 4,1%, evangélikus 1%, görögkatolikus 0,8%, felekezeten kívüli 17,9% (26,1% nem nyilatkozott).
2022-ben a lakosság 85,2%-a vallotta magát magyarnak, 10% cigánynak, 6,6% németnek, 0,3% szlovénnek, 0,3% horvátnak, 0,2% lengyelnek, 0,1-0,1% szlováknak, ukránnak és bolgárnak, 3,6% egyéb, nem hazai nemzetiségűnek (13,7% nem nyilatkozott; a kettős identitások miatt a végösszeg nagyobb lehet 100%-nál). Vallásuk szerint 35,4% volt római katolikus, 2,9% református, 1% evangélikus, 0,8% görög katolikus, 0,3% egyéb keresztény, 0,6% egyéb katolikus, 18,8% felekezeten kívüli (40% nem válaszolt).

## Nevezetességei
- Római villa és mauzóleum
- Sarlós Boldogasszony római katolikus plébániatemplom (középkori templom)
- Jakab-hegyi őskori földvár
- Jakab-hegyi pálos kolostor
- Uránérc Bányászati Kiállítás